# STARCHILD FESTIVAL
STARCHILD PRESENTS STARCHILD FESTIVAL（スターチャイルド・プレゼンツ・スターチャイルド・フェスティバル）は、2002年から2009年まで不定期に開催されていたキングレコード主催の同社スターチャイルドレーベル作品キャスト、所属アーティストなどを出演させ、番宣、試写会、ライブなどを行なうイベントである。通称スタチャフェス

## 概要
姉妹イベントとでも言うべき、STARCHILD DREAM in KOBEが神戸市で開催されている。
2007 Spring開催に際し、「STARCHILD DREAM in KOBEが、東京に場を移して名を変えたイベントである」とよく誤解されたが、STARCHILD FESTIVALは2002年に開催実績があり、主催者も違う（STARCHILD DREAMは神戸でスターチャイルドレーベル提供番組を始め、アニラジ番組を多数放送しているラジオ関西が主催）別物のイベントである。また、開催地に関しても、2002年のみ大阪でも開催された。
STARCHILD DREAMとの主催者以外の明確な違いは、開催規模であり、STARCHILD FESTIVALはキングレコードが直接主催するためか、1回あたりの出演者数がSTARCHILD DREAMよりも多い。規模が大きいためかは不明だが、2008年現在で後から始まったSTARCHILD DREAMよりも開催回数が少ない不定期イベントとなっている。
2009を最後に一度も開催されていないが、スターチャイルドレーベルに加え、メインレーベルアニメ部門（第三クリエイティブ本部）のアーティストも出演した『KING SUPER LIVE 2015』を2015年6月20日・21日にさいたまスーパーアリーナ（スタジアムモード）開催されており、実質的にSTARCHILD FESTIVALの発展系イベントと言える。

## 2002 春
2002年3月31日に、パシフィコ横浜国立大ホールで開催され、作品別にコーナーが設けられた。料金は無料で、スターチャイルドがスポンサーのラジオ番組などで告知、観覧者募集が行われ、抽選で招待された。

### コーナー
『シャーマンキング』 ライブ・トーク
- 林原めぐみ ※ コーナー司会
- 佐藤ゆうこ
- 朴璐美
- 堀江由衣
- 水樹奈々

『アベノ橋魔法☆商店街』 第1話試写・トーク
- サエキトモ ※ コーナー司会
- 松岡由貴
- 山賀博之（監督）

『七人のナナ』 ライブ・トーク
- nana×nana
  - 水樹奈々 ※ コーナー司会
  - 桃森すもも
  - 中原麻衣
  - 名塚佳織
  - 福井裕佳梨
  - 秋田まどか
  - 浅木舞

『ラブひなAgain』  ライブ・トーク
- 堀江由衣 ※ コーナー司会
- 浅川悠
- 小林由美子
- 桑谷夏子

『あずまんが大王』 第1話試写・ライブ
- 金田朋子 ※ コーナー司会
- 松岡由貴
- 浅川悠

『魔法遊戯』 1話上映・トーク
- 中西豪（担当プロデューサー） ※ コーナー司会
- 徳永愛
- 小林由美子
- サエキトモ

『サイキックアカデミー煌羅万象』 第1話試写・トーク
- 山田知博（担当プロデューサー） ※ コーナー司会
- 日笠山亜美
- 克・亜樹（原作）

『シスター・プリンセス』 ライブ・トーク
- 堀江由衣 ※ コーナー司会
- Prits
  - 桑谷夏子
  - 望月久代
  - 小林由美子
  - 水樹奈々

## 2002 秋
2002年9月28日に大阪・千里万国博ホールで開催され、作品コーナーとライブコーナーから構成された。チケットはチケットぴあにて、2,000円で販売された。司会は南かおり。開場前の注意事項や休憩開始時・終了時のアナウンスは林原めぐみによるもので、当日会場でも販売されていたシングル「KOIBUMI」のCMを織り交ぜていた。

### 主なコーナー

#### 作品コーナー
『SAMURAI DEEPER KYO』 トーク・ライブ
- 小西克幸(壬生京四郎/KYO 役) キャラクターソング「弧乱」
- 堀江由衣(椎名ゆや 役)
- 緒方恵美(真田幸村 役) キャラクターソング「妖龍離水」

『プリンセスチュチュ』 トーク・ライブ
- 加藤奈々絵(あひる 役)
- 矢薙直樹(みゅうと 役)
- 水樹奈々(るう 役)
- 岡崎律子 エンディングテーマ「私の愛は小さいけれど」

CM
- 『シスター・プリンセス RePure』
- 『奇鋼仙女ロウラン』

休憩
上述の、林原めぐみによるアナウンスが放送された。
CM
- 『ななか6/17』
- 『エイケン』

『朝霧の巫女』 トーク・ライブ
- 清水愛(稗田柚子 役)
- 茂呂田かおる(力石征子 役)
- 加藤奈々絵(百合草千佳 役)
- 神田理江(岬原いずみ 役)
- 大原さやか(御堂志津歌 役)
- 水島大宙(天津忠尋 役)

ライブは巫女委員会(清水,茂呂田,加藤,神田,大原)による「恋のステップ」
『陸上防衛隊まおちゃん』 トーク・ライブ・観客全員によるガヤアフレコ
- こやまきみこ(鬼瓦まお 役)
- 吉川由弥(築島みそら 役)
- 堀江由衣(丸山シルヴィア 役) エンディングテーマ「It's my style」

#### ライブコーナー
水樹奈々
- POWER GATE
- suddenly 〜巡り合えて〜

岡崎律子
- Morning Grace（「プリンセスチュチュ」オープニングテーマ）
- for フルーツバスケット（「フルーツバスケット」オープニングテーマ）

堀江由衣
- IN YOU（「シャーマンキング」アイアンメイデン・ジャンヌ キャラクターソング）
- ALL MY LOVE（「陸上防衛隊まおちゃん」オープニングテーマ）

## 2007 Spring
- 5年振りとなる2007年4月15日に、NHKホールで開催された。
- 今回は、STARCHILD DREAM in KOBEのように総合司会を起用した。

### 司会
総合司会
- 吉田尚記（ニッポン放送アナウンサー）

アシスタント
- 名塚佳織
- 長谷川静香

### 主なコーナー

#### 第1部
がくえんゆーとぴあ まなびストレート!・ひまわりっ!!学園対抗キャラクターソング対決
トーク・ライブ
- がくえんゆーとぴあ まなびストレート!
  - 堀江由衣
  - 野中藍
  - 井上麻里奈
  - 平野綾
  - 藤田咲
- ひまわりっ!!
  - 松本華奈
  - 平野綾
  - 白石涼子
  - 中田あすみ
  - 吉田真弓
  - eufonius

『ヒロイック・エイジ』 トーク・浦壁多恵ライブ
- 矢崎広
- 石川由依
- 近藤隆
- 清水香里
- 田村ゆかり
- 浦壁多恵
- angela（ボイスメッセージのみ）

『ながされて藍蘭島』 トーク・ライブ
- 堀江由衣
- 下野紘
- 高橋美佳子
- 千葉紗子
- 伊藤静
- 白石涼子
- 長谷川静香
- くじら（おばばとして声のみ出演）
- 村娘

ビデオレター
- 林原めぐみ（VTR出演）

#### 第2部・スターチャイルドアーティストライブ
- Puppy’s clock（名塚佳織・長谷川静香）
- 白石涼子
- 松澤由美（シークレットゲスト1）
- 神田朱未
- 野中藍
- 高橋洋子（シークレットゲスト2）
- 榊原ゆい
- 堀江由衣
- angela（シークレットゲスト3）

## 2009 Spring
2009年4月12日に、NHKホールで開催。これまでは作品パートでもライブを織り交ぜた構成だったが、今回は全作品共トークやゲーム、上映だけの構成となり、ライブパートと差別化された。

### 司会
- 吉田尚記（ニッポン放送アナウンサー）
- 三重野瞳

### 作品パート
『みなみけ おかえり』
- 佐藤利奈
- 井上麻里奈
- 茅原実里

『とらドラ!』
- 釘宮理恵
- 堀江由衣
- 喜多村英梨

『屍姫 玄』
- 羽染達也
- 秋山奈々

『スレイヤーズEVOLUTION-R』限定特別映像公開
- 林原めぐみ（ビデオメッセージ出演）

『夏のあらし!』 VS 『アスラクライン』新番組対決
- （『夏のあらし!』）
  - 白石涼子
  - 三瓶由布子
  - 小見川千明
- （『アスラクライン』）
  - 入野自由
  - 戸松遥
  - 野中藍

『かなめも』
事前告知なしのサプライズコーナー（その場でキャスト発表と、以下4人のトーク）
- 豊崎愛生
- 喜多村英梨
- 堀江由衣
- 釘宮理恵

### ライブパート
- Friends（小林ゆう・下田麻美・MAKO・明坂聡美・本多陽子・阿澄佳奈）
- 白石涼子
- 野中藍
- 堀江由衣
- 大槻ケンヂと絶望少女達（野中藍・小林ゆう・沢城みゆき・新谷良子）
- angela

## 備考
堀江由衣のみが、唯一の皆勤出演者である。なお、STARCHILD DREAM in KOBEの皆勤記録も持っていたが、2007年は自身のユニットAice5の解散ライブの直後だったため、余裕が無く出演しなかった。また、林原めぐみも何らかの形で毎回関わっている。